# 最終幻想Agito
《最終幻想Agito》是一款由史克威尔艾尼克斯開發的手機遊戲，属于新的水晶故事 最終幻想計劃。世界觀和《零式》相同，设计概念来自《最終幻想 零式》原型的手機遊戲《最終幻想Agito XIII》。Agito在游戏中是“觉醒者”之意。
本作於2014年5月上线。据游戏监督所述，遊戲內容讲述《零式》故事中奧利恩斯大陸的前一个轮回故事。《零式》的主角們也會以不同身份出现，并作為次要人物，而玩家則以自行創建的路布姆魔導院候補生角色進行遊戲。此外還會有一些新角色會登場。制作人田畑端表示该游戏是围绕其在《零式》上的原始概念来设计的，许多《零式》的开发者也参与了本作的开发。
2015年8月底，Square Enix宣布《最終幻想Agito》将于同年11月30日終止服務，並升级为PlayStation Vita平台的《最終幻想Agito+》。但该移植最终亦被取消。2016年发售的《最终幻想 觉醒》成为了《零式》宇宙手机游戏这一概念的继承者。

## 背景设定
本作与《最终幻想 零式》（下文简称《零式》）一样被设置在一个分为四个交战国家的世界—奧利恩斯大陸中。玩家角色位于路布姆。最终能够探索整个大陆。在接受采访时田畑端表示，本作并不是单单《零式》的前传，其讲述一个独立于《零式》的故事，确切的说应将其描述为“在这个世界独有的历史螺旋的另一端”。
与《零式》相同，本作也是一款角色扮演遊戲，由玩家所创建的角色将在奧利恩斯大陸上执行各种游戏任务。玩家可以自定义角色的性别和外貌，以及服装、头发颜色、肤色、声音和武器。游戏中的时间和现实同步。战鬥系统与《零式》不同，采用了回合制对战系统，除了玩家自己控制的角色，还可以召唤两个AI同伴，以及召唤军神协助战斗。然而，本作也使用一套与系列他作相类似的职业系统，並賦予职业不同特殊技能。
玩家可与分散在世界各地的非玩家角色互动，和《零式》中的零班角色进行互动可以增加好感度。提升程度取决于玩家的交流方式與游玩技巧，好感度将决定在最终章中能否触发特殊角色互动。此作為基本遊玩免費遊戲，但玩家可选择課金来购买物品、恢复健康值以及加快怪物重生速度。

### 登場人物
《零式》中大部分人物都将會登場，0班的成員除了艾斯，在本作中都被分發到不同的班級。

## 故事劇情
本作采用章节制发行。玩家的选择会影响下一期的事件。每个章节大约有4到5个片段，其中的故事任务会因玩家不同的决定会产生不同的结果，设计上希望玩家能够多次重玩。多數章节重点着眼于横跨整个奧利恩斯的单人任务，但最后一节的游戏会涉及到玩家在多人模式时的合作，以共同对抗终极BOSS。
| 章节   | 章节                                                | 章节                                            | 章节          |
| 阶段   | 章节                                                | 标题                                            | 更新日        |
| ------ | --------------------------------------------------- | ----------------------------------------------- | ------------- |
| 1      | 第零章                                              | 最接近觉醒者的人（，Those Closest to Agito）    | 2014年5月15日 |
| 1      | 第一章                                              | 被选中之子的战场（，Battlefield of the Chosen） | 2014年6月2日  |
| 1      | 第二章                                              | 救国的朱翼（，Vermiel Wings of Hope）           | 2014年6月16日 |
| 1      | 第三章                                              | 战斗者的意志（，Will of the Fighters）          | 2014年7月18日 |
| 1      | 第四章                                              | 那些目标觉醒者的人（，Those Who Seek Agito）    | 2014年8月4日  |
| 1      | 第五章                                              | 命运的决断（，The Decision）                    | 2014年8月28日 |
| 1      | 最終章                                              | 审判之时（，Time of Judgment）                  | 2014年9月16日 |
| 2      |                                                     |                                                 |               |
| 第零章 | 命运的齿轮转动之时（，The Gears of Fate in Motion） | 2014年11月17日                                  |               |
| 第一章 | 为了未来的世界（，Tomorrow's World）                | 2014年12月15日                                  |               |
| 第二章 | 牵绊（，The Ties That Bind）                        | 2015年1月19日                                   |               |
| 第三章 | 朱雀包围网（，Dominion Under Siege）                | 2015年2月23日                                   |               |
| 第四章 | 朱与苍（，Crimson and Azure）                       | 2015年3月31日                                   |               |
| 第五章 | 以自己的意志，走自己的道路（，Inveniam Viam）       | 2015年5月11日                                   |               |
| 最終章 | 在历史的尽头（，Precipice of History）              | 2015年6月17日                                   |               |

## 开发
《最终幻想Agito》的设想起源于早期的《零式》。原本《零式》是一款名为《Agito XIII》的手机平台游戏，但最终改变支持平台和游戏标题。田畑端和团队依旧对标题《Agito》和游戏的原始创意念念不忘，并决定将其重新开发为《Agito》。田畑端重新审视了之前的设计，围绕玩家选择展开的章节故事情节和与现实世界时间相关的昼夜循环等几点，最终采用了手机作为首发平台。因为自《零式》发售以来手机平台性能已经有了很大变化。他希望人们即使不熟悉原作，也会下载和游玩。
在2013年2月的PS4发售会上，史克威尔艾尼克斯公司制作人桥本真司曾表示将会在2013年E3展会期间公开一部最终幻想系列游戏，而在2013年5月该公司注册“Final Fantasy Agito”这个商标。在接受一个美国玩家的采访时，田畑端表示《Agito》肯定会是局部地区发售（非全球发售），但他拒绝澄清这是否意味着本作未来会否进入欧美市场。
许多《零式》的开发者都回归参与了本作的开发，《零式》的总监田畑端担任本作的制作人，《零式》的关卡设计师西田匡泰担任本作的总监。手机游戏开发商Tayutau K. K.协助了本作的开发。配乐由《零式》配乐师石元丈晴制作。原计划全部使用《零式》中的音乐，但石元丈晴说服了公司添加新的配乐。游戏新增的曲目和《零式》的音乐一起收录在《零式HD》的原声集中。

## 外部連結
- 官方网站 （日語）